# Шордаково
Шорда́ково (кабард.-черк. Шордакъ) — село в Зольском районе Кабардино-Балкарской Республики.
Образует муниципальное образование «сельское поселение Белоглинское», как единственный населённый пункт в его составе.

## Географическое положение
Селение расположено в северо-западной части Зольского района, у слияния рек Большая Золка и Золка Пятая. Находится в 6 км к юго-западу от районного центра Залукокоаже, в 72 км к северо-западу от Нальчика, и в 22 км к юго-востоку от Пятигорска (по дороге). К северу от сельского поселения, по реке Псыншоко проходит административная граница республики со Ставропольским краем.
Площадь территории сельского поселения составляет — 39,38 км2.
Граничит с землями населённых пунктов: Октябрьское на северо-востоке, Залукодес и Дженал на юго-востоке, Белокаменское на западе, и селением Этока Ставропольского края на севере.
Населённый пункт расположен в предгорной зоне республики, у подножия северного склона Джинальского хребта. Рельеф местности представляет собой в основном хребты тянущиеся к югу от села, сменяющаяся на севере на наклонную предгорную равнину. На территории сельского поселения расположены много курганов, являющихся остатками адыгских средневековых захоронений. Средние высоты сельского поселения составляет 730 метров над уровнем моря. Абсолютные высоты достигают отметок в 1 000 метров, на юге. Долины рек расчленены глубокими долинами и балками. Склоны водоразделов крутые и сильно покатые. К югу от села начинаются Зольские нагорные пастбища.
Почвенный покров представлена чернозёмом типичным выщелоченным, серым и тёмно-серо лесным.
Гидрографическая сеть представлен реками Большая Золка и Золка Пятая, на месте слияния которых и размещена основная часть населения села. Имеются также родники с серные источниками.
Климат влажный умеренный, с тёплым летом и прохладной зимой. Среднегодовая температура воздуха составляет +8,0°С, и колеблется от средних +19,5°С в июле, до средних -3,5°С в январе. Среднегодовое количество осадков составляет около 900 мм. Большая часть осадков выпадет в период с апреля по июнь. Основные ветры — северо-западные и восточные.

## История
Селение было основано в 1925 году переселенцами из села Сармаково (в количестве 70 дворов), имевшими наделы земли в данной местности.
Согласно преданию, название селу было дано неким всадником встретившим первых осевших переселенцев у подножия одного из курганов.
Во время Великой Отечественной войны, в августе 1942 года село было захвачено и разгромлено немецкими войсками. В январе 1943 года освобождено от захватчиков. В память о погибших сельчанах и воинов погибших при освобождении села в селе установлены памятники.

## Население
| 2002  | 2010  | 2012  | 2013  | 2014  | 2015  | 2016  |
| ----- | ----- | ----- | ----- | ----- | ----- | ----- |
| 2033  | ↘1676 | ↗1677 | ↗1686 | ↗1688 | ↗1698 | ↗1699 |
| 2017  | 2018  | 2019  | 2020  | 2021  | 2023  | 2024  |
| ↗1705 | →1705 | ↘1693 | ↘1681 | ↗1747 | ↗1749 | ↘1746 |

Плотность — 44.34 чел./км2.
За межпереписной период (с 2010 по 2021 год) население села увеличилось на 71 чел. (+ 4,24 %).
По данным Всероссийской переписи населения 2021 года:
| Народ                | Численность, чел. | Доля от всего населения, % |
| -------------------- | ----------------- | -------------------------- |
| кабардинцы (черкесы) | 1738              | 99,48 %                    |
| * кабардинцы         | 1703              | 97,48 %                    |
| * черкесы            | 35                | 2,00 %                     |
| другие               | 9                 | 0,52 %                     |
| всего                | 1747              | 100 %                      |

## Местное самоуправление
Администрация сельского поселения Шордаково — село Шордаково, ул. Ленина, 105.
Структуру органов местного самоуправления сельского поселения составляют:
- Глава сельского поселения Шордаково — Жириков Ашамаз Гисаевич (с 5 октября 2016 года).
- Местная администрация (исполнительно-распорядительный орган) — администрация сельского поселения Шордаково.

Аппарат местной администрации сельского поселения состоит из 7 человек.
- Представительный орган — Совет местного самоуправления сельского поселения Шордаково. Состоит из 10 депутатов[20].

## Образование
- Средняя общеобразовательная школа № 1 — ул. Школьная, 4.
- Начальная школа Детский сад

## Здравоохранение
- Участковая больница

## Культура
- Дом культуры

Общественно-политические организации: 
- Адыгэ Хасэ
- Совет старейшин
- Совет ветеранов труда и войны

## Ислам
В селе действует одна мечеть.

## Экономика
Сельское хозяйство села в основном направлено на выращивание культур картофеля, подсолнечника, сахарной свеклы, кукурузы, пшеницы и ячменя. Возрождается животноводство мясного и молочного направлений.

## Улицы
На территории села зарегистрировано 9 улиц:

| Заречная      |
| Комсомольская |
| Ленина        |

| Мира       |
| Молодёжная |
| Надречная  |

| Подгорная |
| Урожайная |
| Школьная  |

## Известные уроженцы
- Культербаев Хусен Пшимурзович — доктор технических наук, профессор, почётный работник науки и техники Российской Федерации. Заслуженный деятель науки КБР.
- Хоконов Хабала Асланбекович — просветитель, общественный деятель.